# Lovelock
Lovelock és una població dels Estats Units i seu del comtat de Pershing a l'estat de Nevada. Segons el cens del 2000 tenia 2.003 habitants.

## Demografia
Segons el cens del 2000, Lovelock tenia 2.003 habitants, 778 habitatges, i 493 famílies La densitat de població era de 892,51 habitants per km².
Dels 778 habitatges en un 33,5% hi vivien nens de menys de 18 anys, en un 47,8% hi vivien parelles casades, en un 9,3% dones solteres, i en un 36,6% no eren unitats familiars. En el 31,5% dels habitatges hi vivien persones soles el 12,5% de les quals corresponia a persones de 65 anys o més que vivien soles. El nombre mitjà de persones vivint en cada habitatge era de 2,52 i el nombre mitjà de persones que vivien en cada família era de 3,22.
Per edats la població es repartia de la següent manera: un 31,2% tenia menys de 18 anys, un 7,4% entre 18 i 24, un 27,2% entre 25 i 44, un 20,9% de 45 a 64 i un 13,3% 65 anys o més.
L'edat mediana era de 33,7 anys. Per cada 100 dones hi havia 107,78 homes. Per cada 100 dones de 18 o més anys hi havia 105,21 homes.
La renda mediana per habitatge era de 34.563 $ i la renda mediana per família de 40.885 $. Els homes tenien una renda mediana de 35.658 $ mentre que les dones 27.371 $. La renda per capita de la població era de 17.233 $. Aproximadament el 9,6% de les famílies i el 14,2% de la població estaven per davall del llindar de pobresa.

## Poblacions més properes
El següent diagrama mostra les poblacions més properes.